# Lesbianism

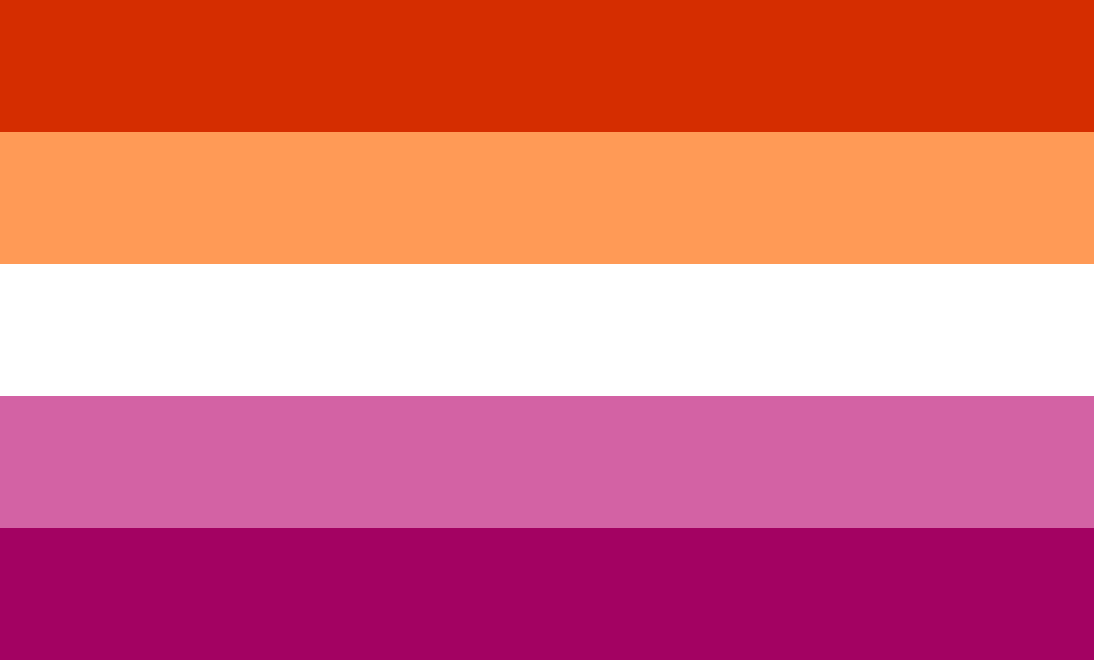
Steagul comunității

Lesbianismul, numit și safism sau homosexualitate feminină, desemnează atracția emoțională și de obicei erotică a unei femei pentru alte femei. Cuvântul își are etimologia în numele insulei grecești antice Lesbos, în care a trăit vestita poetă lesbiană Sappho.
Termenul LGBTI este adesea folosit pentru a desemna colectiv persoanele lesbiene, gay, bisexuale, transgen (deși transgeneritatea este o identitate de gen și nu o orientare sexuală) și intersex. 
În natură există patru orientări sexuale: asexualitate, bisexualitate, heterosexualitate și homosexualitate.
Orientarea sexuală și romantică nu are legătură cu reproducerea sexuată. O persoană asexuală, bisexuală, heterosexuală sau homosexuală poate avea sau nu progenituri. Sexul reproducător nu necesită o orientare specifică, deoarece orientarea sexuală se referă, de regulă, la un model de durată de atracție sexuală și emoțională pe termen lung, care duce adesea la legături sociale pe termen lung, în timp ce reproducerea necesită doar un singur act de copulare pentru a fertiliza ovulul prin spermatozoizi.

## Istorie
Termenul "lesbianism" este un concept al secolului XX. De-a lungul istoriei, lesbienele nu au avut libertatea sau independența de a își exercita relațiile sexuale în aceeași măsură cu bărbații. În schimb, relațiile acestora au fost considerate inofensive, atâta timp cât participantele nu au încercat să își afirme privilegiile de care se bucurau, în mod tradițional, bărbații (adică atâta timp cât nu au contestat patriarhatul ). În consecință, istoria nu a documentat relațiile lesbiene astfel încât să ofere o imagine clară asupra modului în care acestea au fost exprimate. Când în secolul XIX sexologii au început să studieze comportamentul homosexual, având foarte puține cunoștințe legate de homosexualitatea feminină sau sexualitatea femeilor, aceștia au considerat lesbienele ca fiind femei care nu se conformează rolurilor de gen și le-au desemnat în mod eronat ca fiind bolnave psihic - ceea ce comunitatea științifică internațională a dovedit, mai târziu, ca fiind complet neadevărat.

## Provocări datorate stilului de viață
Femeile angajate în relații homosexuale răspund etichetării de "lesbiene" fie ascunzându-și viața privată, fie acceptând statutul de ”neadaptate” și formându-și propria subcultură și identitate (în special în Europa și SUA). În urma celui de-al Doilea Război Mondial, în timpul unei perioade de represiune socială în care guvernele au persecutat în mod activ persoanele cu orientare homosexuală, femeile și-au dezvoltat rețele în cadrul cărora socializau și se educau reciproc. Dezvoltarea libertăților economice și sociale a permis ca treptat, acestea să învețe cum pot forma relații și familii. Odată cu apariția celui de al doilea val feminist și dezvoltarea studiilor în privința istoriei sexualității femeilor în secolul XX, definiția lesbianismului a început să se lărgească, fiind înconjurată de dezbaterea în privința dorinței sexuale ca și componentă majoră în a defini ce înseamnă a fi lesbiană.
Modul în care sunt portretizate lesbienele în mass-media sugerează faptul că societatea în general s-a simțit în același timp intrigată și amenințată de femeile care au provocat rolurile de gen tradiționale dar totodată și fascinată față de relațiile sexuale dintre acestea, hipersexualizându-le. Femeile care adoptă o identitate lesbiană împărtășesc experiențe traumatizante, datorate neacceptării și respingerii atât din partea familiei cât și chiar a prietenilor, cunoștințelor, autorităților etc, ca rezultat al homofobiei generalizate și instituționalizate. Ele pot întâmpina dificultăți la nivel psihologic datorate discriminărilor la care sunt supuse și prejudecăților cărora trebuie să le facă față. De asemenea, condițiile politice și atitudinile sociale afectează formarea relațiilor și familiilor între două femei.

## Lesbiene faimoase internațional

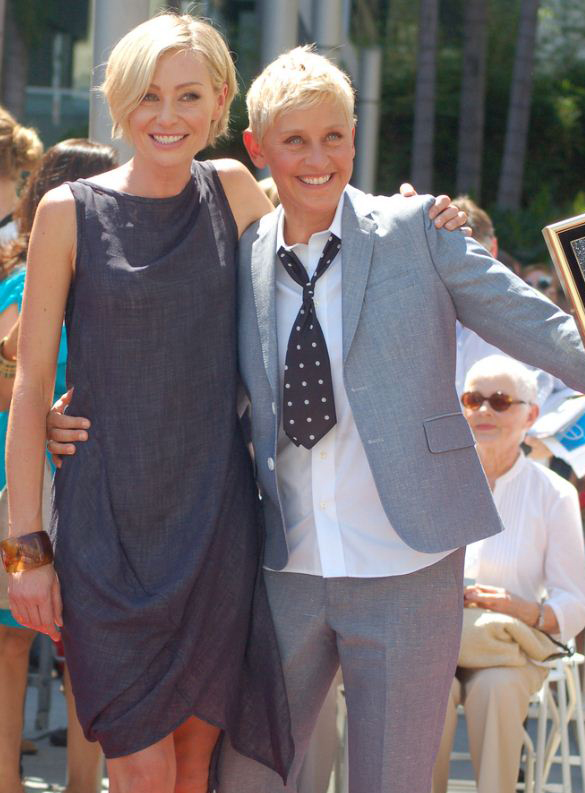
Portia de Rossi și Ellen DeGeneres la ceremonia pentru acordarea unei stele în cinstea lui Ellen pe Hollywood Walk of Fame

Datorită deschiderii tot mai largi din ultimii ani, în special în țările occidentale, tot maimulte vedete și-au declarat public orientarea sexuală. Câteva dintre acestea sunt:
- Jane Addams - câștigătoare a Premiului Nobel pentru Pace și fondatoare a Hull House.
- Jennifer Beals joacă rolul lui Bette Porter în serialul 'The L Word' (un cunoscut serial despre lesbiene).
- Ellen DeGeneres și-a dezvăluit orientarea sexuală în 1996, în prezent este starul propriului show zilnic de televiziune cunoscut și transmis internațional.
- Portia de Rossi, faimoasa actriță cunoscută în România cel mai probabil pentru rolul său din Ally McBeal, este în prezent căsătorită cu Ellen DeGeneres.
- Marlene Dietrich, starul de film al anilor '20 era faimoasă pentru că se îmbrăca în haine considerate la vremea aceea ca fiind bărbătești, a avut o aventură cu scriitoarea Mercedes de Acosta.
- Ani DiFranco este bisexuală.
- Danielle Egnew este o muziciană, scriitoare și actriță lesbiană.
- Melissa Etheridge, cântăreață și compozitoare faimoasă, câștigătoare Grammy și supraviețuitoare a cancerului la sân; este lesbiană.
- Melissa Ferrick este o vedetă rock lesbiană declarată.
- Leisha Hailey membră a trupei rock ”The Murmurs”, interpretează rolul lui Alice în serialul 'The L Word'.
- Janis Ian, câștigătoare a două premii Grammy, a lansat primul său album la vârsta de 15 ani.
- Angelina Jolie s-a declarat ca fiind bisexuală.
- Janis Joplin deși nu s-a declarat lesbiană sau bisexuală a avut relații atât cu bărbați cât și cu femei.
- Frida Kahlo, una dintre cele mai faimoase pictorițe suprarealiste. Atât ea cât și soțul ei Diego Rivera - un mare pictor de asemenea- au avut aventuri și cu bărbați și cu femei.
- Eva Kotchever, scriitoare poloneză, cunoscută pentru deschiderea unui bar lesbian, Eve's Hangout, în Greenwich Village din New York în 1925.
- Billie Jean King este una dintre cele mai faimoase tenismene și o activistă pentru drepturile omului.
- Lucy Liu, starul din ”Îngerii lui Charlie” a recunoscut că îi place să sărute femei.
- Karina Lombard joacă rolul Marinei în serialul 'The L Word'.
- Audre Lorde, scriitoare și activistă pentru drepturi civile și politice de origine caraibiană, supraviețuitoare a cancerului la sân.
- Phyllis Lyon, autoare a cărții Lesbain/Woman a fost prima persoană care s-a căsătorit legal cu o persoană de același sex în Statele Unite.
- Cynthia Nixon, joacă rolul Mirandei în Totul despre Sex.
- Rosie O'Donnell, gazda unui celebru show de televiziune, activistă pentru drepturile părinților LGBT.
- Amy Ray este o cântăreață rock din trupa 'The Indogo Girls'.
- Eleanor Roosevelt, soția președintelui SUA, Franklin D. Roosevelt, a avut o relație de durată cu o altă femeie.
- Sappho, poetă greacă de pe insula Lesbos. Scria poeme pentru alte femei. A trăit în perioada 610-580 îen.
- Sarah Shahi joacă rolul lui Carmen în 'The L Word'.
- Sheryl Swoopes jucătoare de baschet medaliată cu Aurul Olimpic.
- Suzanne Westenhoefer a fost prima lesbiană declarată care a apărut la showul lui David Letterman, a avut propriul ”HBO special” și a apărut la 'Comedy Central'. Este foarte bună în showurile de stand-up comedy.
- Jodie Foster a recunoscut anul acesta (2013) la decernarea premiilor Globurile de Aur că este lesbiană. Aceasta are doi fii cu fosta sa iubită Cydney Bernard.

## Lesbiene faimoase din România
Alina Dobrin, handbalistă româncă victimă a unui uriaș scandal mediatic datorat homofobiei din presa și din societatea românească. Comunitatea LGBT din România a susținut-o prin pagina de facebook Alina Dobrin, you do not walk alone.

## Alte informații
- Heterosexualitatea
- Homosexualitatea
- Bisexualitatea
- Intersexualitatea
- Transexualitatea
- Comportamentul homosexual și bisexual la animale